# Varsi
Varsi (Värz in dialetto parmigiano) è un comune italiano di 1 132 abitanti della provincia di Parma situato nella valle del Ceno. Fa parte dell'Unione dei Comuni Valli Taro e Ceno succeduta, nel 2014, alla Comunità Montana Valli del Taro e del Ceno.

## Geografia fisica
Varsi sorge in val Ceno ai piedi del Monte Dosso, su un altopiano alla destra del torrente. A nord-est del centro abitato si trova un piccolo lago, circondato da un filare di pioppi e cipressi; lo specchio d'acqua, alimentato da una sorgente, fu prosciugato nel 1724 e reso coltivabile, ma dopo circa 30 anni il canale di deflusso si ostruì e l'avvallamento fu nuovamente invaso dalle acque.

## Storia
Il territorio risultava abitato già nel Mesolitico, epoca a cui risalgono le tracce di alcuni accampamenti di cacciatori rinvenute nei pressi del santuario di Nostra Signora della Guardia nella località di Tosca.
Il primo insediamento umano stabile di cui si conservano le testimonianze appartiene all'età del bronzo: nei pressi della frazione di Rocca si trovano i resti del villaggio protostorico di Groppo Predellara, sorto nel XVII secolo a.C. e abitato fino al 1200 a.C. circa.
In epoca romana la zona della media val Ceno estesa fino a Bardi era detta pagus Salutaris, distretto cui appartenevano quelli che nella Tabula alimentaria traianea di Velleia sono indicati come saltus praediaque Varisto, ossia i boschi e i fondi di "Varisto" o "Varissio", antico nome di Varsi; oggi il territorio comunale conserva varie tracce di insediamenti rustici romani, tra cui alcune vestigia nella località Marsaia di Pessola, al confine col pagus Medutius dell'attuale comune di Valmozzola.
Verso l'VIII secolo vi fu edificata la primitiva pieve di San Pietro Apostolo, la cui esistenza è testimoniata da alcune delle 11 rarissime pergamene longobarde di Varsi, databili tra il 735 e il 774; i documenti, conservati presso l'Archivio Capitolare della cattedrale di Piacenza, contengono informazioni relative a nuclei abitati ancora esistenti, come Vianino e Golaso, ma anche a insediamenti oggi scomparsi.
Col tempo l'autorità ecclesiastica aumentò notevolmente e il territorio divenne feudo della diocesi di Piacenza, che probabilmente nel X secolo vi edificò l'originario castello. Nella seconda metà del XIII secolo i Malaspina conquistarono il forte, che nel 1294 fu espugnato dal guelfo Alberto da Fontana e restituito al vescovo di Piacenza.
Nel 1303 il vescovo Ugo Pelosi, autorizzato dal papa Bonifacio VIII, cedette il feudo al conte di Fombio Giovanni Scotti, permutandolo con quello di Sant'Imento.
Nel 1445 Obietto Fieschi conquistò il maniero e lo assegnò in dote alla sorella Donella, che sposò il marchese di Fosdinovo Spinetta Malaspina. Negli anni seguenti il territorio fu conteso dalle famiglie Malaspina e Scotti e nel 1469 Galeazzo Sforza lo assegnò alla seconda; tuttavia nel 1473 i fratelli Tristano e Giovanni Scotti furono accusati di tradimento dal duca di Milano e i loro beni furono confiscati; il castello e le sue pertinenze furono poi acquistati dal conte di Fombio Alessio Scotti.
Nel 1720 Varsi fu acquistata dai conti Rugarli, che ne mantennero la potestà fino all'abolizione dei diritti feudali sancita da Napoleone nel 1805 nell'ex ducato di Parma e Piacenza.

### Simboli
Lo stemma e il gonfalone del Comune di Varsi sono stati concessi con decreto del presidente della Repubblica Giuseppe Saragat dell'8 giugno 1971.
Stemma
Il castello, merlato alla guelfa, richiama quello eretto nel X secolo, del quale rimangono oggi alcune torri inserite in costruzioni successive.
Gonfalone

## Monumenti e luoghi d'interesse

### Architetture religiose

#### Chiesa di San Pietro Apostolo

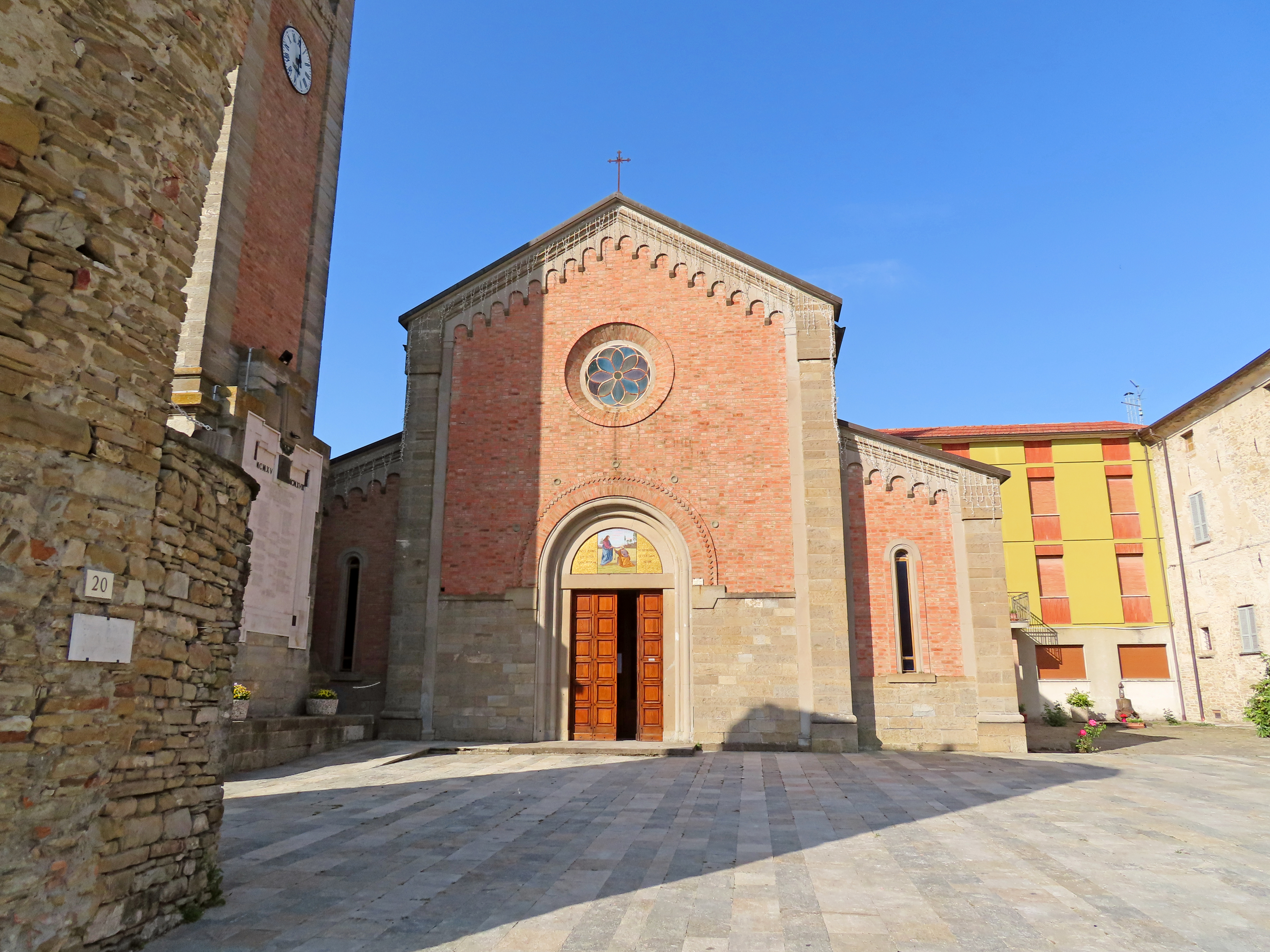
Chiesa di San Pietro Apostolo

Innalzata originariamente al termine dell'attuale via della Pieve agli inizi dell'VIII secolo, la pieve, documentata dalle 11 pergamene longobarde di Varsi, fu distrutta in un incendio intorno all'880; ricostruita successivamente, fu abbandonata nel XIV secolo e riedificata all'interno delle mura del castello in stile romanico; tra la fine del XVI e gli inizi del XVII secolo il luogo di culto fu nuovamente ricostruito in forme barocche in adiacenza alla torre nord del maniero, che ne divenne il campanile fino al 1926, prima dell'edificazione della nuova torre campanaria neoromanica a ovest della facciata; nel 1932 la chiesa fu allungata anteriormente di una campata, con la costruzione dell'attuale prospetto neoromanico; decorata internamente in stile barocco, la pieve conserva della struttura trecentesca soltanto una chiave d'arco decorata con un bassorilievo raffigurante una mano benedicente.

#### Chiesa di San Leonardo

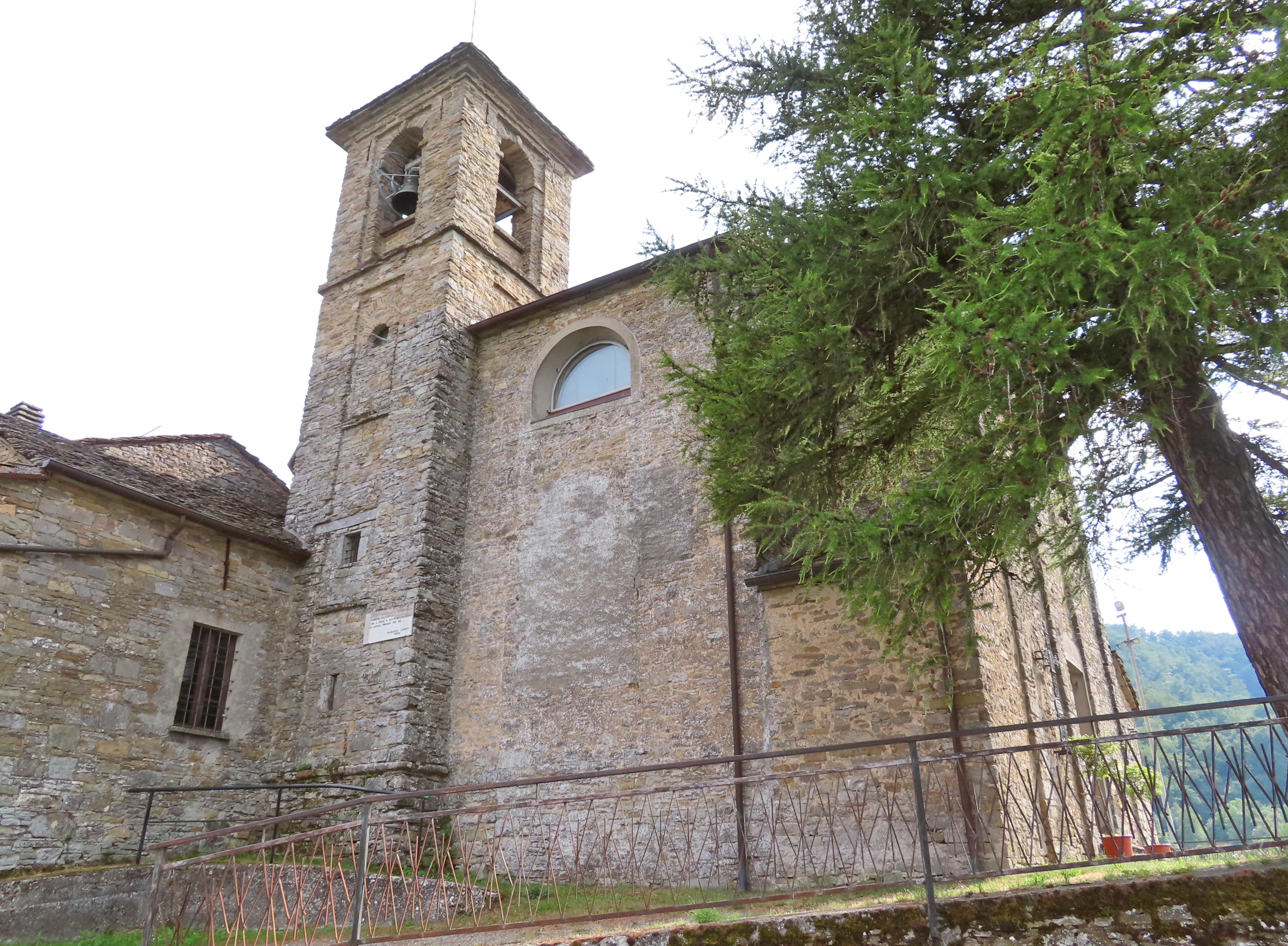
Chiesa di San Leonardo

Menzionata per la prima volta nel 1352, la chiesa medievale di Contile, dedicata a san Leonardo, fu ampliata e ristrutturata in forme neoclassiche tra il 1787 e il 1794; allungata di una campata probabilmente nel 1831, fu restaurata nel 1899; modificata agli inizi del XX secolo con la realizzazione delle cappelle laterali, fu risistemata e decorata tra il 1953 e il 1985. La chiesa in pietra, sviluppata su un impianto a croce latina, è ornata internamente con lesene doriche e affreschi sulle volte e accoglie alcuni dipinti risalenti al XVI, XVII e XVIII secolo.

#### Chiesa di San Filastrio Vescovo

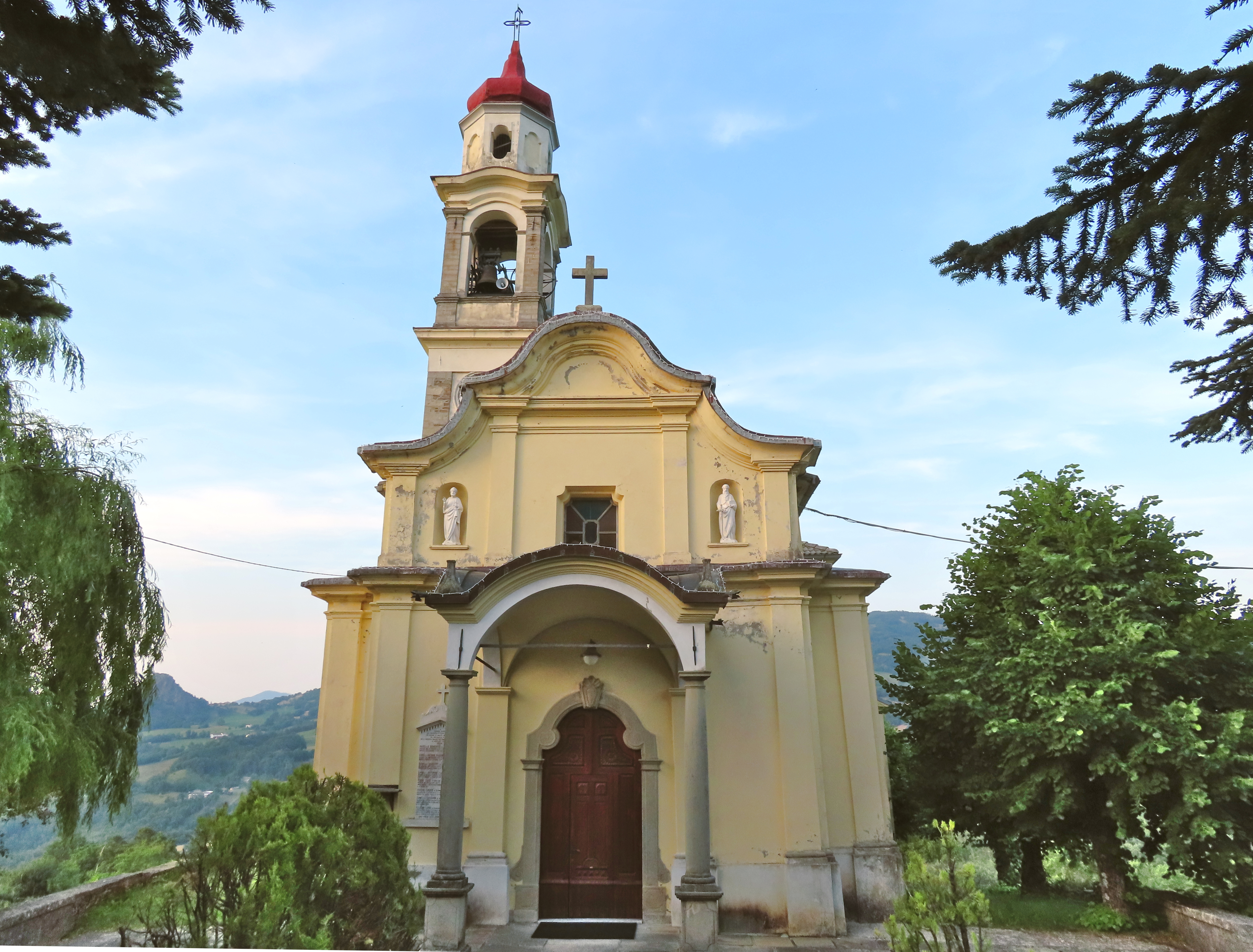
Chiesa di San Filastrio Vescovo

Edificata originariamente entro il IX secolo, la chiesa originaria di Tosca fu distrutta nel XVIII secolo da una frana; ricostruita in forme barocche nel 1777 e dotata del campanile nel 1821, fu restaurata e consolidata strutturalmente tra il 1983 e il 1984. Il luogo di culto, caratterizzato dall'elaborata facciata preceduta da un protiro e dagli interni riccamente decorati con stucchi e affreschi, conserva due pilastrini e tre frammenti di lastre in arenaria scolpiti con bassorilievi, provenienti da un pluteo o ambone del VII o VIII secolo distrutto in epoca imprecisata.

#### Chiesa di Santa Maria Immacolata

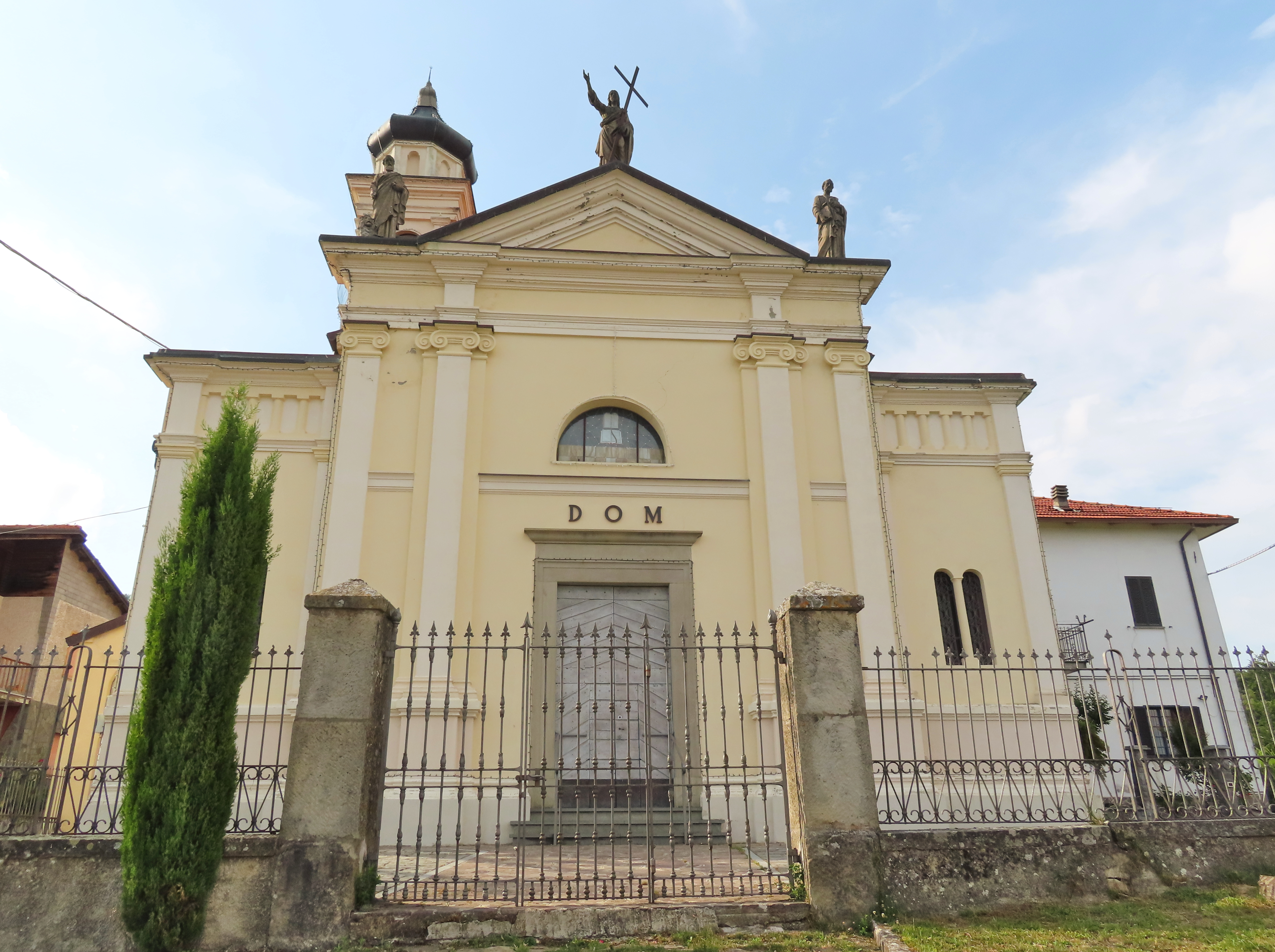
Chiesa di Santa Maria Immacolata

Menzionata per la prima volta nel 1352, la chiesa originaria di Pessola fu ricostruita nel corso del XVII secolo; danneggiata pesantemente da una frana nel 1856, fu in seguito abbattuta e completamente riedificata in forme neoclassiche tra il 1859 e il 1860; restaurata nel 1957, fu risistemata nella zona del presbiterio nel 1976. Il luogo di culto, caratterizzato dalla facciata a salienti ornata con lesene ioniche e grandi statue in cemento, è decorata internamente con paraste doriche e affreschi.

#### Oratorio della Madonna della Canala

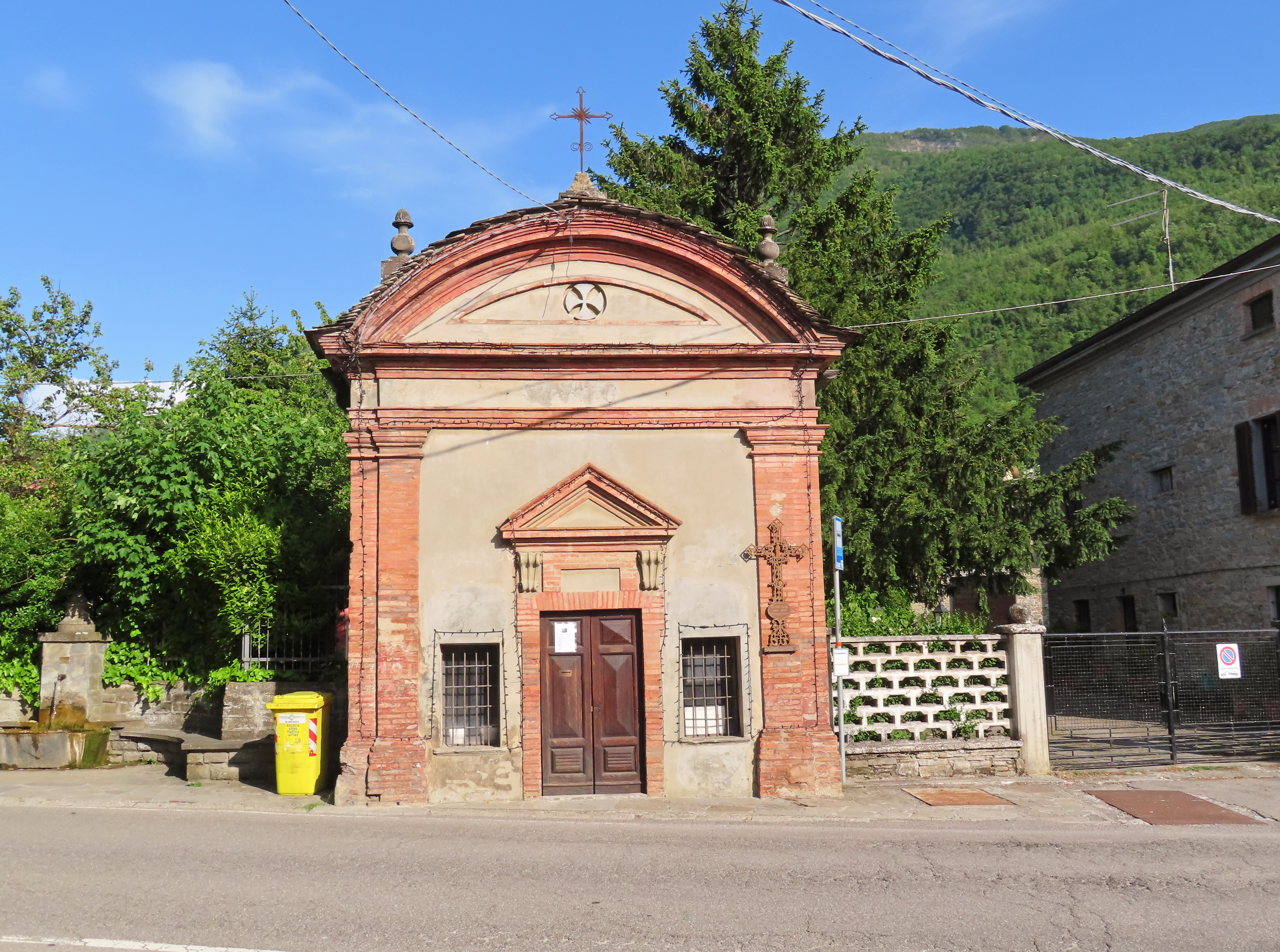
Oratorio della Madonna della Canala

Edificato in stile barocco nel XVII secolo sul margine orientale della centralissima piazza Monumento di Varsi, il piccolo oratorio presenta una facciata decorata con lesene e cornici che delimitano un portale architravato da mensoloni sagomati; all'interno l'edificio conserva gran parte dell'arredo originale databile presumibilmente al XVIII secolo.

### Architetture militari

#### Castello di Varsi

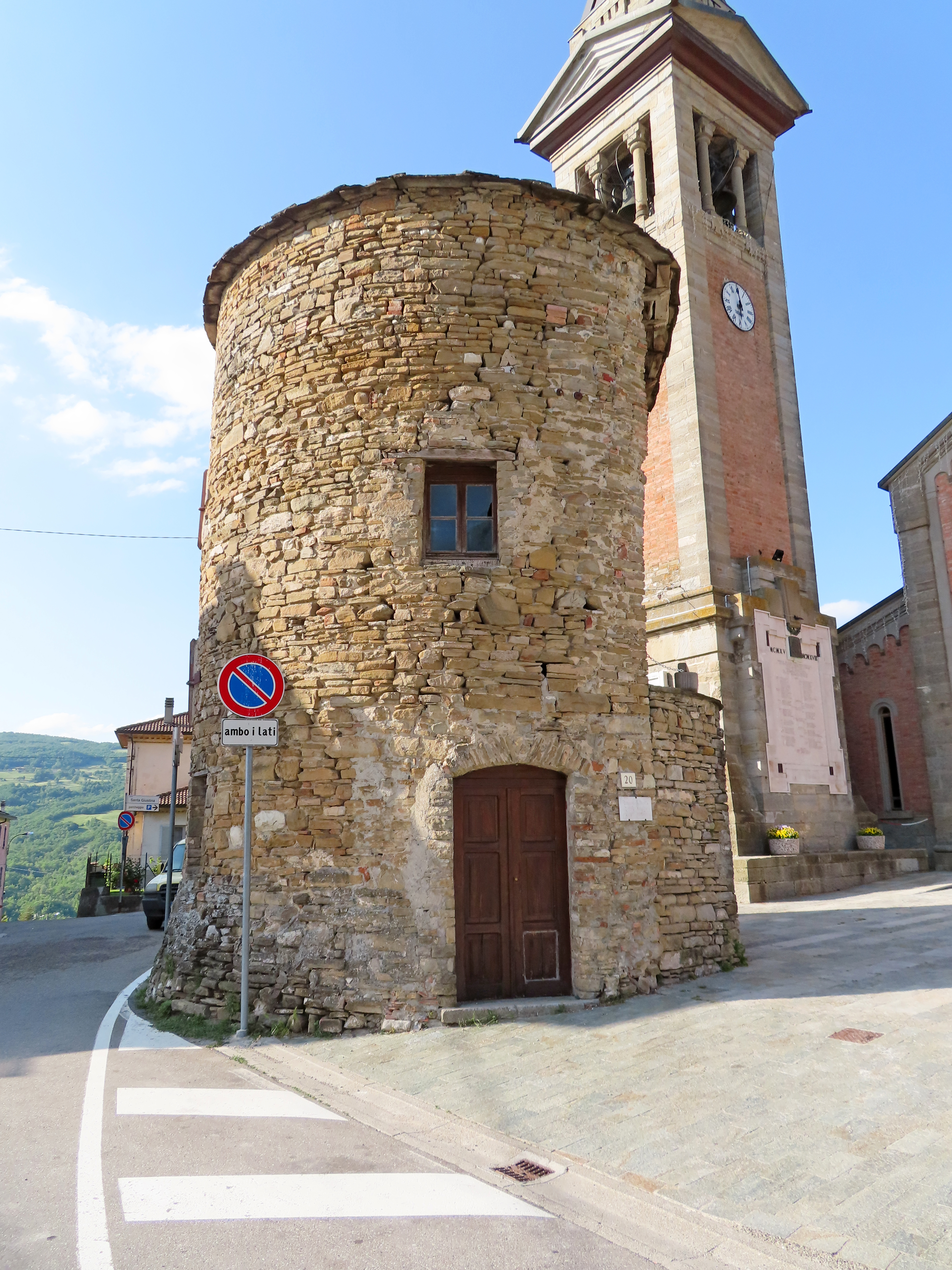
Torre ovest del castello

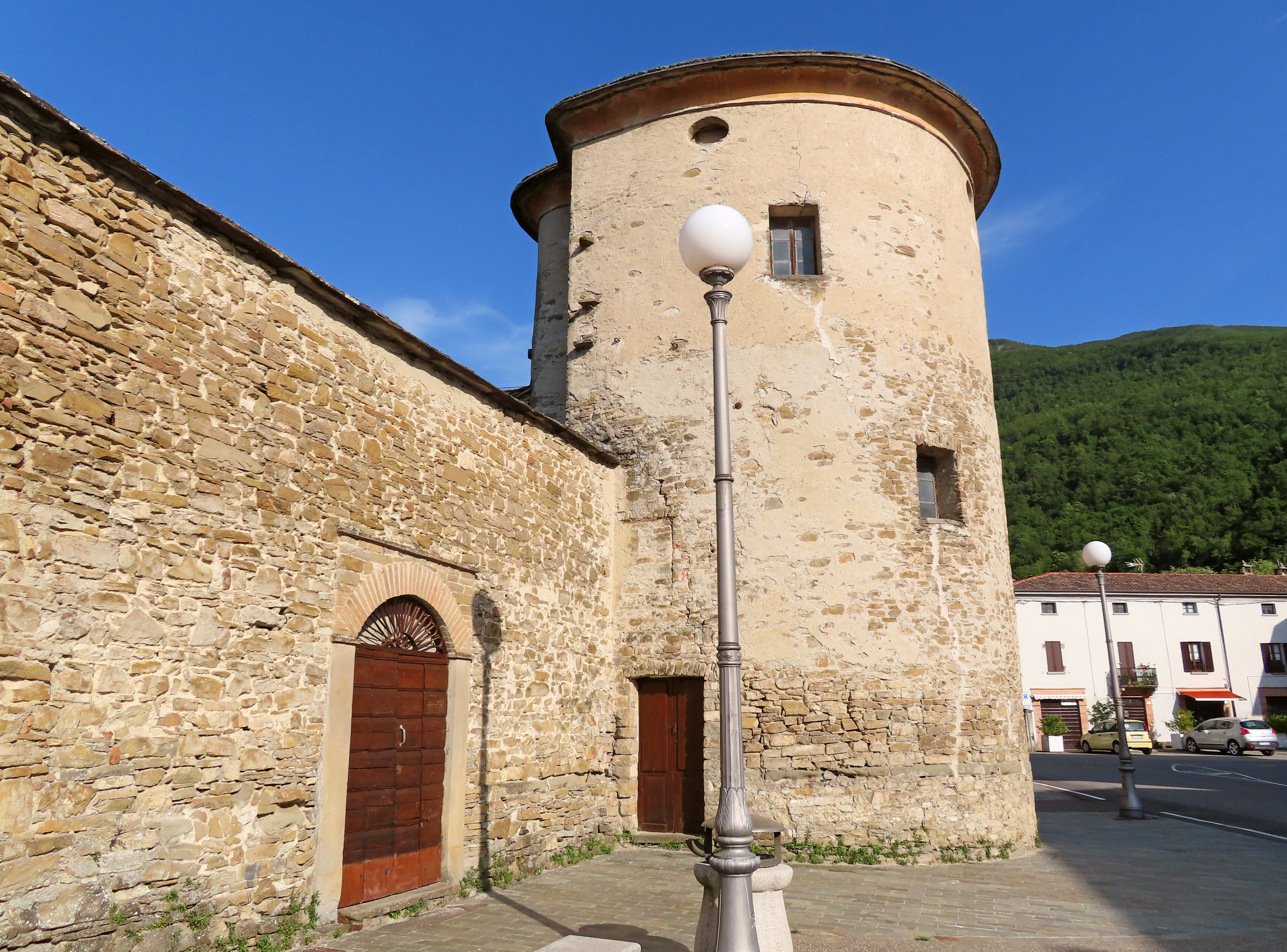
Torre sud del castello

Edificato probabilmente nel X secolo per volere della diocesi di Piacenza, il castello, dopo una breve parentesi di possesso da parte dei Malaspina, fu ceduto nel 1303 al conte di Fombio Giovanni Scotti, che lo ricostruì su un impianto quadrangolare, con torri angolari circolari e, all'interno, il mastio centrale, l'abitazione del castellano e la nuova pieve di San Pietro Apostolo; conteso tra il 1445 e il 1469 dalle famiglie Scotti e Malaspina, fu poi assegnato da Galeazzo Sforza alla prima; alienato nel 1720 ai conti Rugarli, dopo il 1805 il maniero fu acquistato dalla famiglia Corsini, alla quale seguirono gli Zanetti e infine i Moruzzi, attuali proprietari di un'ala residua; quasi completamente demolito verso la fine del XIX secolo, oggi rimangono dell'antico forte solo tre torri angolari, il corpo posteriore abitativo, modificato nel XX secolo, e l'ala centrale a esso perpendicolare, realizzata nel XVIII secolo.

#### Castello di Golaso

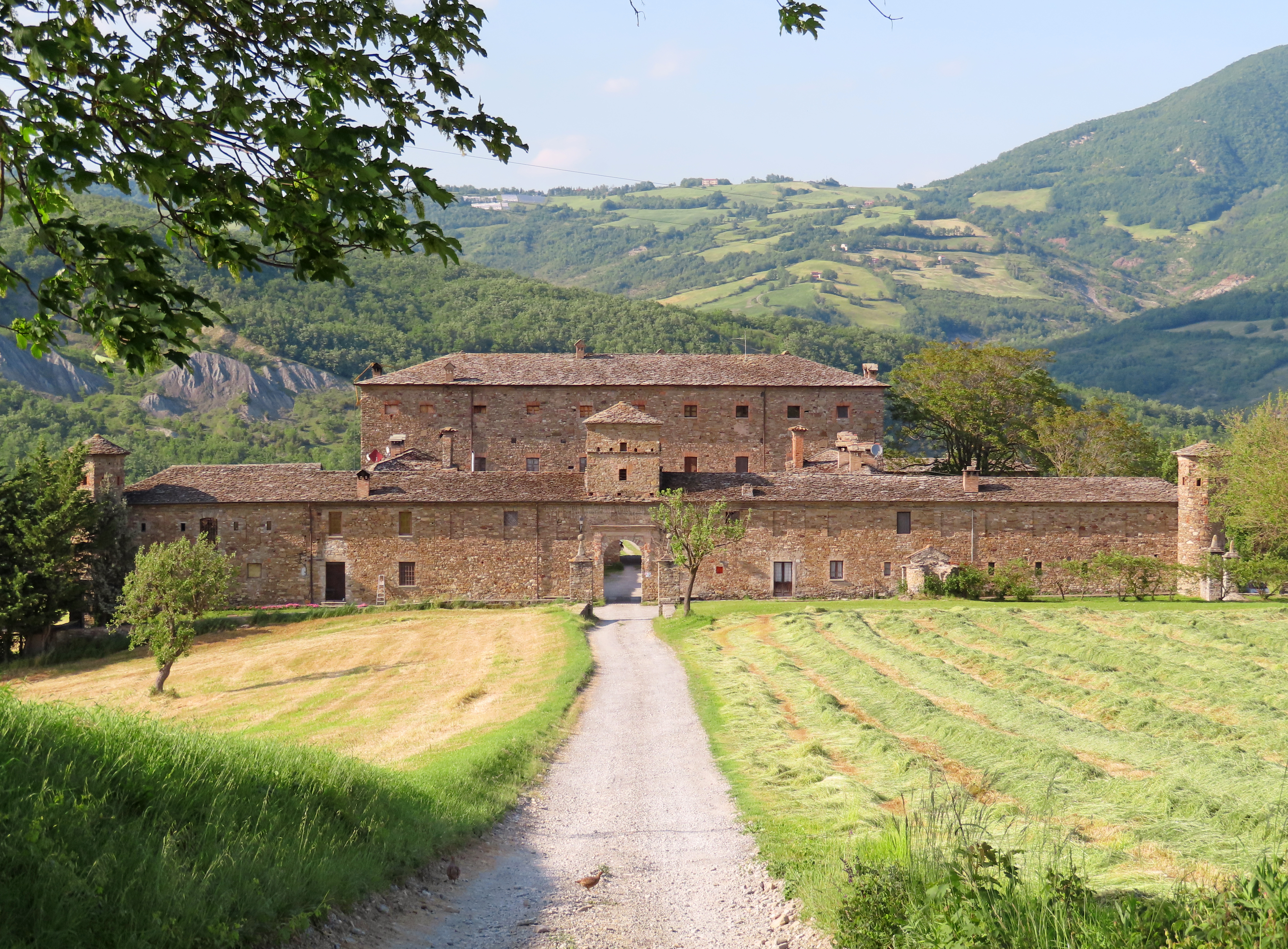
Castello di Golaso

Edificato originariamente forse già nel VI o VII secolo, il castello medievale fu trasformato intorno al XVI o XVII secolo in una signorile casa-forte tardo-rinascimentale, sede di una tenuta agricola; acquistato in epoca imprecisata dai conti Rugarli, fu alienato agli inizi del XIX secolo alla famiglia Corsini, tuttora proprietaria dell'ampia struttura; sviluppato su una superficie di circa 5000 m² attorno a due cortili concentrici, il complesso fortificato, interamente realizzato in pietra, è costituito da un lungo fabbricato d'ingresso con tre torri, da due ali a esso ortogonali, comprendenti le scuderie, la cappella e alcune abitazioni, e da un massiccio edificio padronale, noto come il "Palazzo".

#### Castello di Pessola
Edificato probabilmente intorno alla metà del XIII secolo da Armando da Pessola, il castello di Pessola fu da questi alienato nel 1271 al Comune di Piacenza; acquisito successivamente dai marchesi Pallavicino di Pellegrino, fu assegnato nel 1348 a Niccolò Piccinino; concesso in feudo nel 1472 a Ludovico Sforza Fogliani, fu ereditato nel 1759 da Federico Meli Lupi di Soragna; abbandonato da tempo, cadde in completa rovina fino alla sua completa scomparsa tra il XIX e il XX secolo.

### Siti archeologici

#### Città d'Ombria

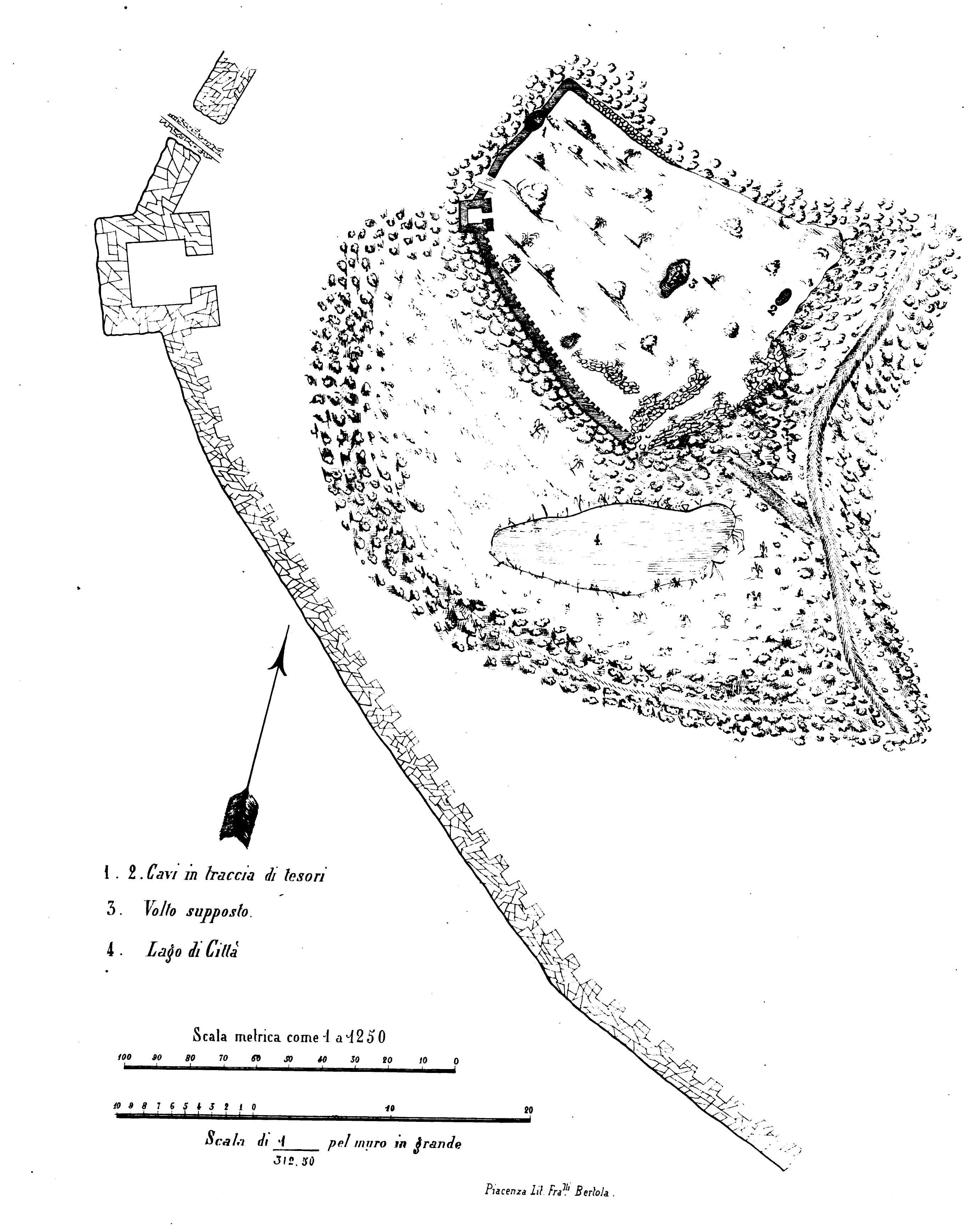
Mappa del sito archeologico di Città d'Ombria nel 1864

Posizionata nei pressi della frazione di Tosca all'interno di una faggeta alle pendici del monte Barigazzo, Città d'Ombria è un sito archeologico di origine ancora non completamente chiara; fondato probabilmente tra il III e il II secolo a.C. dai Liguri o dagli Umbri, l'insediamento fu quasi certamente fortificato nel VI o VII secolo dai Bizantini; le rovine, rinvenute durante una campagna di scavi condotta nel 1861 dall'archeologo Alessandro Wolf, appartengono, secondo le indagini svolte nel 2012, alla seconda fase costruttiva; si conservano i resti di due tratti delle mura di cinta e la base quadrata di un torrione d'angolo, mentre sono scarsissimi i reperti provenienti dall'interno della città.

## Società

### Evoluzione demografica
Abitanti censiti

## Geografia antropica

### Frazioni
Baghetti, Bianchi, Busi, Casa Carnevale, Ca' Pesatto, Casa Tron, Case Marianna, Contile, Corticella, Ferrè, Franchini, Golaso, Groppo, Lagadello, Leonardi, Lubbia Sopra, Lubbia Sotto, Manini, Marsaia, Michelotti, Minassi, Molinazzo, Peracchi, Peretti, Perotti, Pessola, Pietracavata, Pietrarada, Ponte Vetrioni, Rocca Barborini (Rocca Vecchia), Rocca Nuova, Scaffardi, Scortichiere, Sgui, Tognoni, Tosca, Villora, Volpi.

## Amministrazione
Di seguito è presentata una tabella relativa alle amministrazioni che si sono succedute in questo comune.
| Periodo         | Periodo        | Primo cittadino    | Partito                                | Carica  | Note   |
| --------------- | -------------- | ------------------ | -------------------------------------- | ------- | ------ |
| 26 giugno 1985  | 27 maggio 1990 | Giorgio Bertorelli | Democrazia Cristiana                   | Sindaco | [ 31 ] |
| 29 gennaio 1994 | 24 aprile 1995 | Giovanni Botti     | Partito Socialista Italiano            | Sindaco | [ 31 ] |
| 24 aprile 1995  | 14 giugno 1999 | Giovanni Botti     | lista civica                           | Sindaco | [ 31 ] |
| 14 giugno 1999  | 14 giugno 2004 | Giorgio Bertorelli | centro-sinistra                        | Sindaco | [ 31 ] |
| 14 giugno 2004  | 8 giugno 2009  | Giorgio Bertorelli | centro-sinistra                        | Sindaco | [ 31 ] |
| 8 giugno 2009   | 26 maggio 2014 | Osvaldo Ghidoni    | lista civica                           | Sindaco | [ 31 ] |
| 26 maggio 2014  | 27 maggio 2019 | Luigi Aramini      | lista civica Una svolta per Varsi      | Sindaco | [ 31 ] |
| 27 maggio 2019  | 9 giugno 2024  | Angelo Peracchi    | lista civica Una svolta per Varsi      | Sindaco | [ 31 ] |
| 10 giugno 2024  | in carica      | Giovanni Ilariuzzi | lista civica Nuovi obiettivi per Varsi | Sindaco | [ 31 ] |